# 蒙巴尔多内
蒙巴尔多内（義大利語：Mombaldone），是意大利阿斯蒂省的一个市镇。总面积12.25平方公里，人口224人，人口密度18.3人/平方公里（2009年）。ISTAT代码为005064。